# Mariano Socini
Mariano Sozzini —dit el Jove per diferenciar-lo del seu pare— (Siena, 1482 – ?, 1556) fou un jurista italià, que va donar nom a la cautela sociniana. Era descendent de Mariano Socini el vell (1397–1467) el capdavanter d'una família de lliurepensadors. Es casà amb Agnese Petrucci tingueren set fills, incloent-hi Celso Socini, Lelio Socini, i Alexandre Socini, que morí jove, però fou el pare de Faust Socini, que esdevingué la figura visible del moviment unitarista socinià a Polònia. Mariano Socini el jove fou jurisconsult a la Universitat de Pàdua i va emetre un veredicte sobre el divorci d'Enric VIII d'Anglaterra, en el que mantingé que la dispensa inicialment concedida a Enric per a casar-se amb Caterina d'Aragó era invàlida, quedant lliure el rei per a maridar-se amb Anna Bolena.
Mariano Socini, en un dictamen de l'any 1550 va sostenir la validesa d'un tipus de clàusula testamentària que posteriorment adoptaria el seu nom, com a cautela de Socini o cautela sociniana. Aquest dictamen està recollit a l'obra de Socini Consiliorum sive malis Responsorum, i té com a punt de partida el testament atorgat per Nicola Antoneri, noble florentí que va instituir hereus dos dels seus fills i, al tercer, li deixà un llegat superior a la llegítima, però imposant a aquesta atribució un gravamen, sota la hipòtesi que, de rebutjar-lo el legitimari (el tercer fill), la seva participació quedaria restringida a la seva legítima estricta.
En el dret civil català la referida clàusula o cautela ha quedat establerta i generalitzada a l'article 451-9-2 del Codi Civil de Catalunya.

## Obra

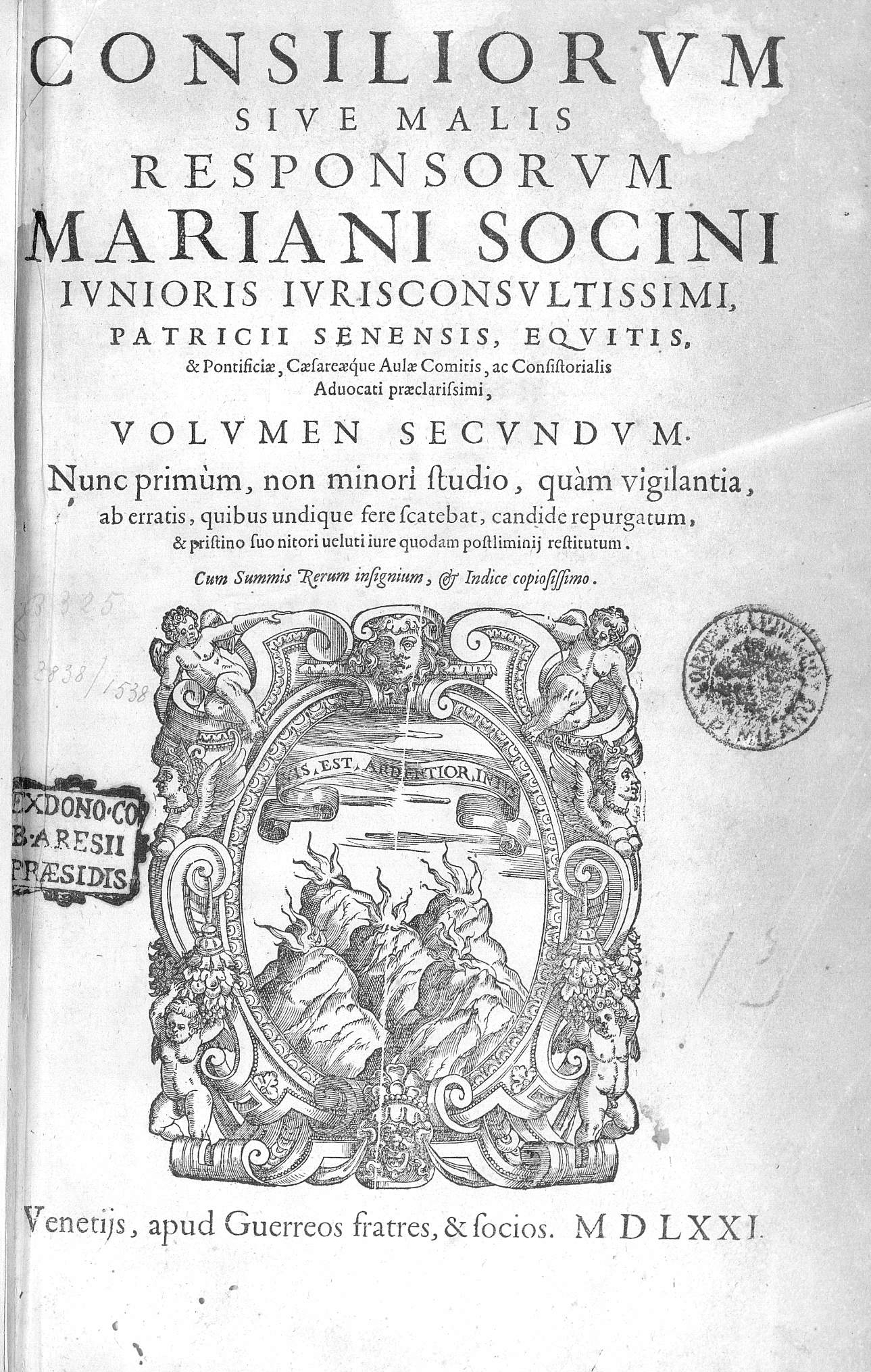
Consilia, 1571

- Consilia (Consiliorum siue malis Responsorum Mariani Socini iunioris iurisconsultissimi, patricii, Senensis, equitis, & Pontificiæ, Cæsareæque Aulæ Comitis, ac Consistorialis Aduocati præclarissimi) (en llatí). 1, 1571.
  -  Consilia (en llatí). 2.  Venècia: Domenico Guerra & Giovanni Battista Guerra & C., 1571.
  -  Consilia (en llatí). 3.  Venècia: Domenico Guerra & Giovanni Battista Guerra & C., 1571.
- Commentaria (en llatí). 1.  Venècia: Società dell'Aquila che si rinnova, 1585.
  -  Commentaria. 2.  Venècia: Società dell'Aquila che si rinnova, 1585.